# Wałbrzych
Wałbrzych [ˈvawbʒɨx], tyska: Waldenburg, tjeckiska: Valbřich eller Valdenburk, är en stad i Nedre Schlesiens vojvodskap i sydvästra Polen, med 120 197 invånare (31 december 2010). Administrativt utgör staden en stadskommun med powiatstatus.

## Geografi
Staden ligger omkring 65 kilometer sydväst om Wrocław, mellan bergskedjorna Karkonosze (Riesengebirge) och Góry Sowie (Ugglebergen), i sydvästra Schlesien.

## Historia
Staden grundades troligen under hertigen Bolko I av Schweidnitz i början av 1290-talet och omnämns första gången i skriftliga källor 1305 som Waldenberc. Staden lydde då under herrarna till Neuhaus borg, även kallad Waldenburg. En kyrka omnämns första gången 1372, och denna låg troligen på platsen för dagens Mariakyrka. Tillsammans med hertigdömet Schweidnitz tillföll staden kungariket Böhmen vid Bolko II:s död 1368, men hans änka Agnes av Habsburg tilläts disponera förläningen fram till sin död 1392.
År 1529 omnämns första gången gruvdrift i orten. Länsherren Sigismund von Czettritz lät 1545 utverka brygg- och hantverksprivilegier från kejsaren Ferdinand I. Eftersom länsherrarna von Czettritz sympatiserade med reformationen, kom den också att få stor utbredning i staden och omgivningarna. Vävarskråt grundades 1604 och slottet i Podgórze uppfördes 1606-1628 under Diprand von Czettritz. Under dennes tid som länsherre utökades också stadsprivilegierna av den böhmiska kronan. Staden förstördes till stora delar under trettioåriga kriget men återuppbyggdes. Staden blev tillsammans med större delen av Schlesien åter katolskt efter Westfaliska freden, och 1654 överlämnades stadskyrkan till den katolska församlingen efter att ha använts som protestantisk kyrka sedan reformationen. I början av 1700-talet blev staden ett centrum för handel med linne.
Staden tillföll kungariket Preussen 1742 efter Österrikiska tronföljdskriget. Staden var från 1815 del av provinsen Schlesien och från 1818 huvudort i Landkreis Waldenburg. Under av 1800-talet förlorade linnehandeln i betydelse och ersattes av stenkolbrytning och industrier. År 1853 fick staden järnvägsanslutning till Breslau, och 1868 färdigställdes även anslutningen till Halbstadt i Böhmen. Mellan december 1869 och januari 1870 inträffade en större gruvstrejk i staden, då omkring 7000 arbetare strejkade, vilken var den dittills största arbetskonflikten i Tyskland. 1898 fick staden en elektrisk spårväg, och 1903 grundades stadens kolgruvesyndikat. Genom den snabba tillväxten av gruvdriften som successivt tog mer av de angränsande områdena i anspråk utökades staden genom sammanslagning med grannorterna, och staden mer än fördubblade sin befolkning under 1920- och 1930-talen, så att den från 1927 formellt fick status av storstad.
Staden tillföll tillsammans med Schlesien Folkrepubliken Polen genom Potsdamöverenskommelsen 1945 efter andra världskriget. Större delen av den tyska befolkningen fördrevs västerut, med undantag för personer som ansågs som nyckelpersoner inom gruvindustrin. Till skillnad från många andra polska städer behöll därför staden en tysk minoritetsbefolkning fram till 1950-talet, med egna skolor och kyrkor. Staden gavs 1945 det officiella polska namnet Wałbrzych, vilket ursprungligen är stadens namn på den lokala bergschlesiska dialekten, belagt i skrift sedan 1800-talet.
I början av 1990-talet stängdes stadens kolgruvor, i samband med privatiseringarna och omstruktureringarna efter kommunistregimens fall.

## Kultur och sevärdheter

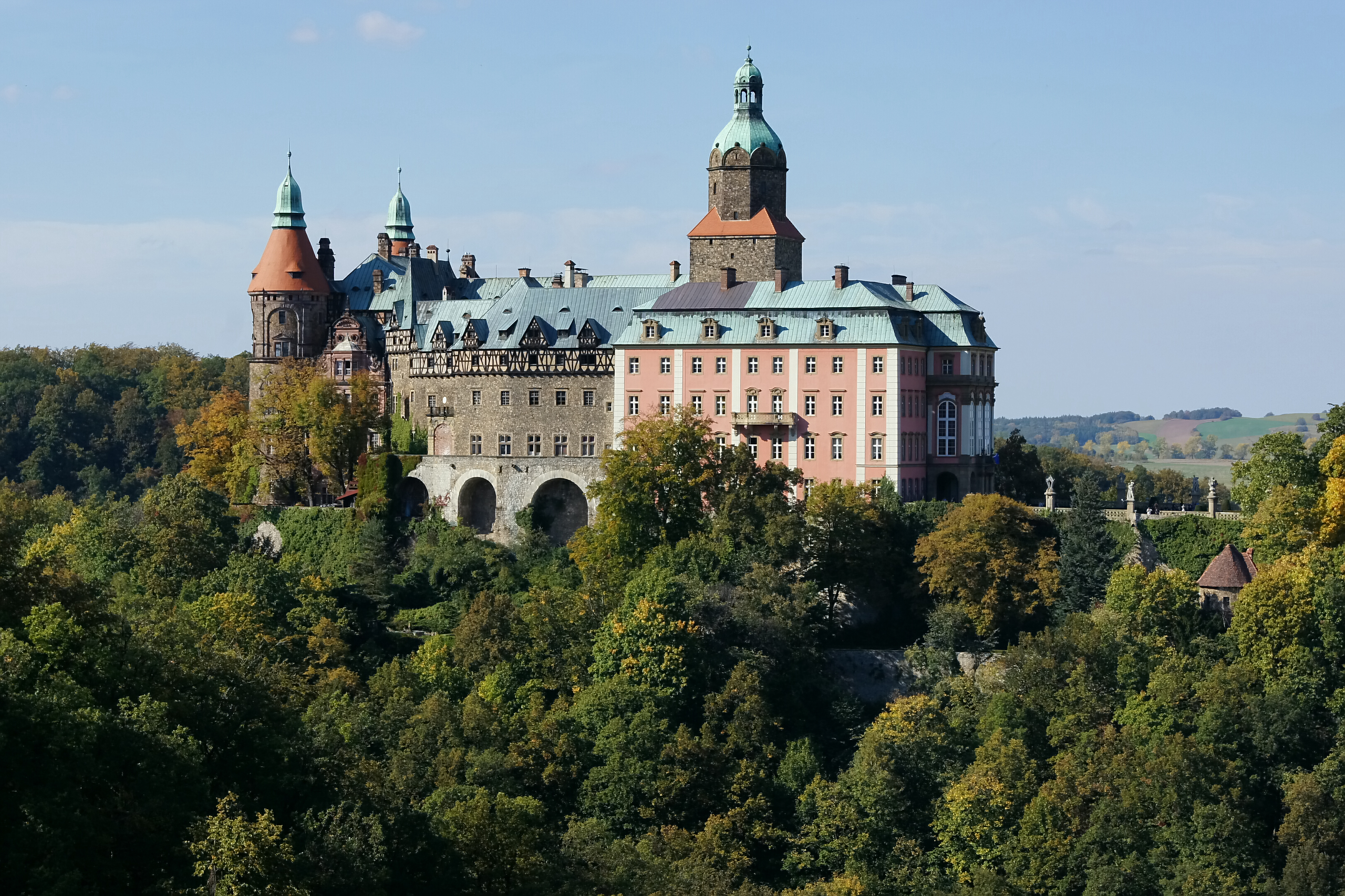
Książ slott

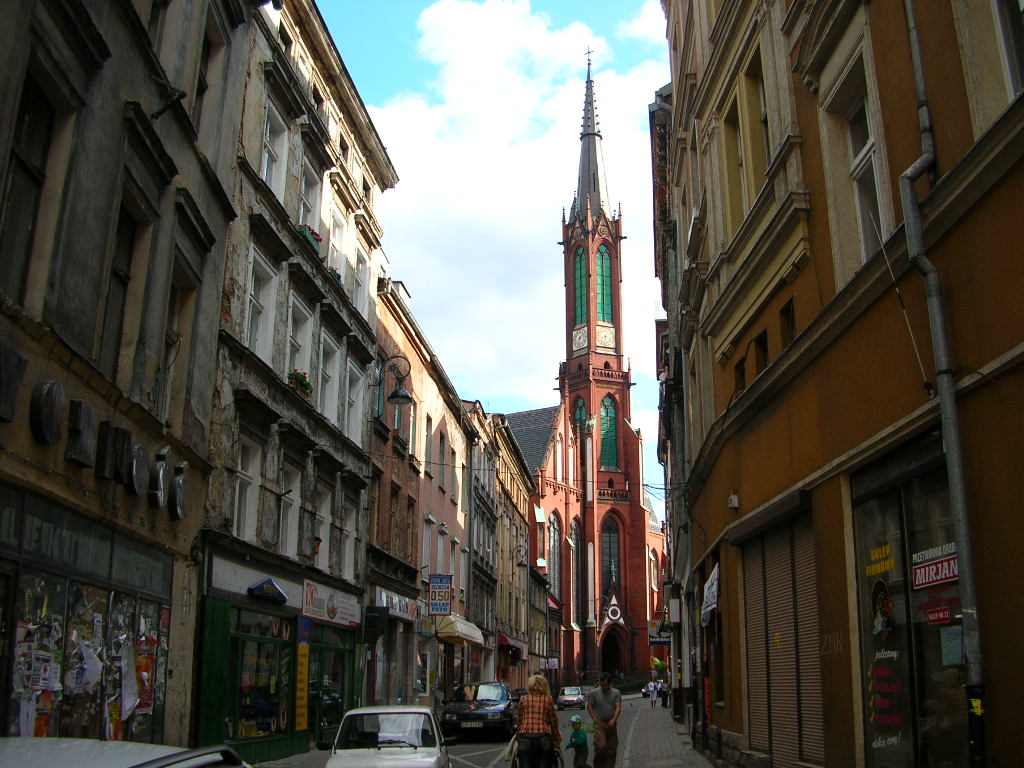
Heliga skyddsänglarnas kyrka

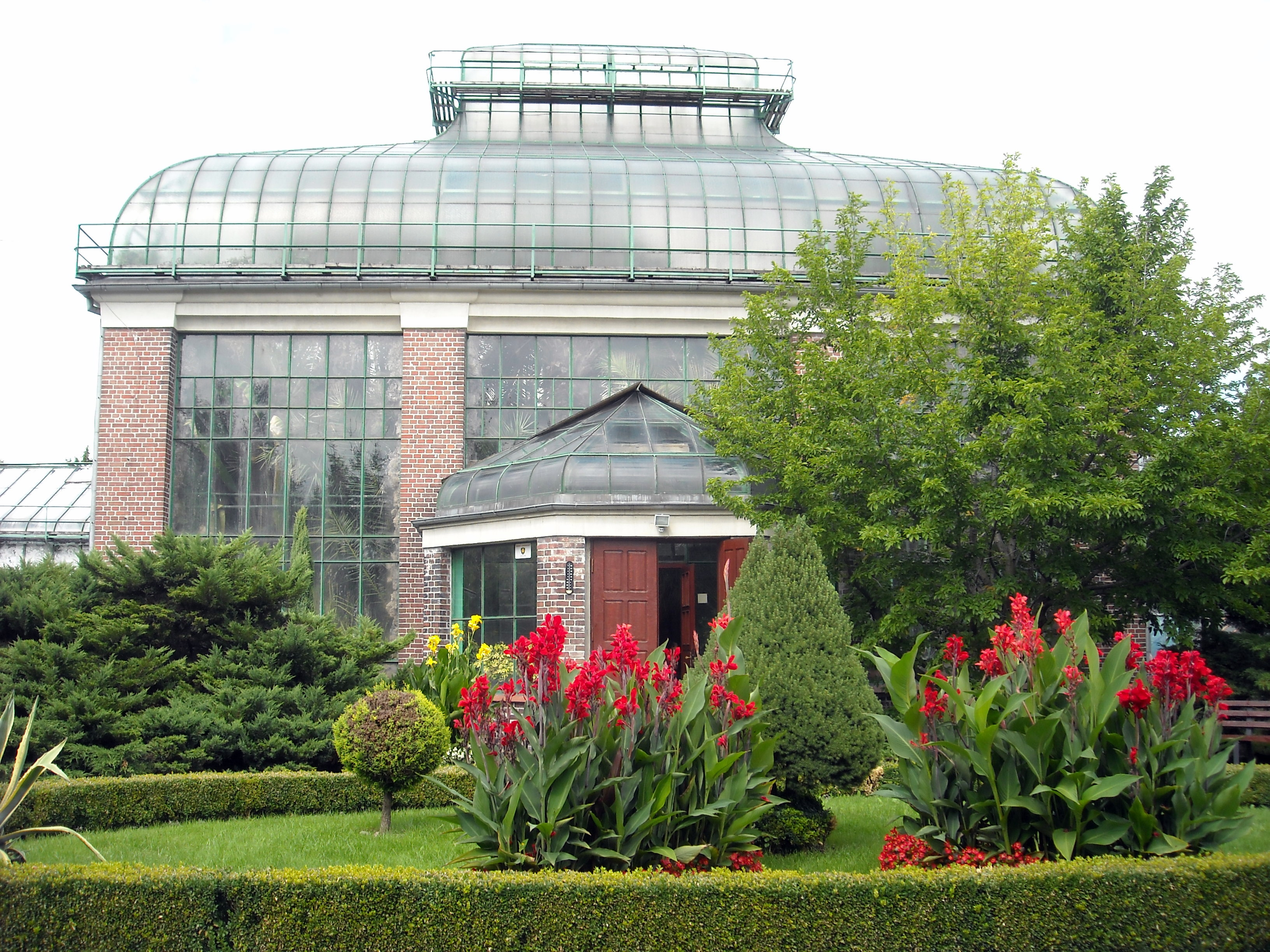
Palmhuset

- I norra delen av staden ligger slottet Książ (tyska: Fürstenstein), det tredje största medeltida slottet i Polen.
- Chełmiecberget
- Palmhuset
- Marknadstorget, ombyggt 1997-1999
- Czettritzslottet, uppfört 1604–1628
- Albertislottet från 1801 inhyser stadsmuseet.
- Mariakyrkan, uppförd på 1300-talet och ombyggd 1720
- Protestantiska kyrkan, uppförd 1785–1788

## Vänorter
- Dnipro, Ukraina
- Foggia, Italien
- Freiberg, Sachsen, Tyskland
- Gżira, Malta
- Hradec Králové, Tjeckien
- Jastarnia, Polen
- Tula, Ryssland
- Vannes, Frankrike